# Râul Dordogne
Dordogne este un râu în sudul Franței. Are sursa în departamentul Puy-de-Dôme lânga localitatea Mont-Dore, prin confluența a doi torenți ce curg de pe vârful Puy de Sancy din Masivul Central. Are o lungime de 483 km, un debit mediu de 380 m³/s la vărsare și un bazin de 23.870 km². Se varsă în Oceanul Atlantic prin Estuarul Gironde format împreună cu fluviul Garonne prin confluența lor la Ambès, la câțiva km vest de Bordeaux.